# Плітас Павло Савович
Павло Савович Плітас (іноді Савич, 1892—1984) — український офтальмолог, доктор медицини (1926), професор (1946), завідувач кафедри офтальмології Київського медичного інституту (1954—1966).

## Біографія
Народився у Вільно, у сім'ї лікаря. У 1914 році закінчив Санкт-Петербургську військово-медичну академію зі ступенем лекаря. Був учнем професора К. Х. Орлова, який 20 років завідував кафедрою офтальмології Івановського медичного інституту. Працював на посадах ординатора офтальмологічної клініки Військово-медичної академії (1914—1916), асистента офтальмологічної клініки Психоневрологічного інституту в Петрограді (1916—1918), асистента, приват-доцента кафедри очних хвороб Північно-Кавказького університету (1920—1934) і за сумісництвом — завідувача офтальмологічного відділення Північно-Кавказького інституту охорони та організації праці. У 1926 році захистив докторську дисертацію на тему «О частичной непроникающей оптической кератопластике». Ця робота була премійована як одна з найкращих з питання гістологічної картини вдалих пересадок рогівки.
У 1954 році його обрано завідувачем кафедри очних хвороб Київського медичного інституту. Він впровадив строгу профілізацію викладання очних хвороб на кожному медичному факультеті. Особисто читав всі лекції на 5 курсі всіх факультетів. Маючи художній хист, ілюстрував лекції численними малюнками. Студенти обстежували хворих навіть під час екзаменів.
За часів його керівництва кафедрою у Жовтневій лікарні 1958 року було відкрито цілодобовий пункт невідкладної офтальмологічної допомоги, у 1959 році — глаукоматозний кабінет і першу в Києві лабораторію з добору і виготовлення контактних лінз. У клініці проводилися клініко-анатомічні конференції з розрізом операційно видалених очей та ретельним оглядом гістологічної картини отриманих мікропрепаратів. Було зроблено картотеку результатів гістологічних дослідів із замальовкою препаратів.
Основні напрямки наукової діяльності Плітаса включали вивчення професійної патології органів зору та розробку пошарової оптичної пересадки рогівки. Він опрацював і впровадив у медичну практику операцію видалення амагнітних нефіксованих внутрішньоочних чужорідних тіл під контролем офтальмоскопії. Описав зміни ока внаслідок загального перегрівання організму, під дією електричної дуги, ушкодженнях залізною окалиною, ультракоротких радіохвиль. Створив оригінальний офтальмоскопічний атлас (1958), який складався з його малюнків, а також написав монографію «Догляд за медичним інструментом» (1968).
Під його науковим керівництвом захищено 4 кандидатських дисертацій.
Займався активною суспільною роботою. Був головою товариств офтальмологів Іваново та Києва, членом правління Всесоюзного товариства офтальмологів. Був членом Вченої ради МОЗ УРСР.